# Homonoia (mitologia)
Homonoia (em grego Ὁμόνοια) também chamada de Alalcomeneia (Ἀλαλκομενεία, “da Alalcomênia”), é a Daemon que personificava a honra, a nobreza e a bondade, Sua Daemon oposta era Ftonos, a inveja. era uma das Praxidices, personificações da justiça exata, impossível de escapar. Era uma das três filhas de Soter, a proteção, e Praxidice, a justiça exata, Arete, a virtude e Calocagatia, a nobreza.